# Ribes
Ribes (L., 1753) è l'unico genere appartenente alla famiglia delle Grossulariaceae, diffuso nell'intero emisfero boreale ed in Sudamerica.
Comprende piante coltivate a scopo alimentare (come il ribes rosso, l'uva spina, e il cassis utilizzato in Francia per la crème de cassis) e a scopo ornamentale.

## Distribuzione e habitat
Sono arbusti diffusi in quasi tutta l'Europa e in gran parte del Nordamerica. È presente anche in tutta l'Asia a nord di una linea che collega il Caucaso al Giappone meridionale, in aree ristrette del Nordafrica e lungo le Ande fino alla Terra del Fuoco.

## Tassonomia

### Specie
Il genere Ribes comprende attualmente 192 specie ripartite, dall'inclusione del genere Grossularia al suo interno, in due diversi sottogeneri:
- Sottogenere Ribes (L., 1753)
- Sottogenere Grossularia ((Tourn.) Mill., 1754)

Qui menzioniamo solo alcune specie, per la loro importanza o per la presenza in Italia:
- Ribes alpinum, il ribes alpino, in Italia presente sulle Alpi, con frutti rossi aciduli;
- Ribes rubrum, il ribes rosso, con frutti rossi edibili, originario dell'Europa occidentale ma coltivato anche in Italia;
- Ribes nigrum, il ribes nero, con frutti neri edibili, originario di un vasto territorio dalla Francia alla Siberia; in Italia è coltivato;
- Ribes sativum, il ribes bianco, secondo alcuni semplice varietà del ribes rosso, con frutti però bianchi; coltivato per i frutti edibili;
- Ribes uva-crispa, l'uva spina, con frutti verdastri traslucidi edibili, presente in Italia anche allo stato spontaneo;
- Ribes aureum, il ribes dorato, con fiori gialli e frutti neri, originario del Nordamerica ma avventizio in varie località europee, alcune anche sulle Alpi italiane;
- Ribes multiflorum, il ribes multifloro o ribes appenninico, a frutti rossi, diffuso sulle montagne dell'Appennino e della Sardegna, nonché nei Balcani;
- Ribes petraeum, il ribes delle pietraie, a frutti rossi, spontaneo anche in Italia (Alpi e Appennino centro-settentrionale);
- Ribes sardoum, il ribes sardo, endemico di una ristretta zona in Sardegna.

### Relazioni
Secondo la moderna classificazione APG IV il genere Ribes, incluso nella famiglia Grossulariaceae, fa parte dell'ordine Saxifragales, dove è il taxon più vicino, a livello evolutivo, alle Saxifragaceae.
In passato invece, con la classificazione Cronquist, le Grossulariacee, e quindi il genere Ribes, venivano classificate all'interno dell'ordine Rosales. I generi Itea e Escallonia, qui inclusi nella classificazione tradizionale, sono stati inseriti dalla classificazione APG IV rispettivamente nelle due piccole famiglie di Iteaceae ed Escalloniaceae.

## Coltivazione
Le specie del genere Ribes si propagano facilmente per talea, margotta o semina. Le talee daranno frutti in 2 o 3 anni, mentre la semina in 4-5 anni.

## Usi
Il Ribes è ottimo per il consumo fresco (come succhi e macedonie o semplicemente come frutta fresca), la preparazione di confetture e liquori.
È consigliato per aumentare la resistenza dei capillari e per diminuirne la permeabilità. I suoi frutti sono ricchi di flavonoidi, antociani e vitamina C.
Viene utilizzato anche per alleviare i disturbi delle allergie.